# Ма Рейні
Ма Рейні (справжнє ім'я Гертруда Пріджетт; 26 квітня 1886, Колумбус — 22 грудня 1939) — американська співачка, одна з найбільш ранніх професійних виконавців блюзу, що почала записуватися на професійній студії. Її часто називають «матір'ю блюзу».

## Ранні роки життя
Дата народження Гертруди Пріджетт невідома. Деякі джерела вказують, що вона народилася в 1882 році, в той час, як більшість джерел стверджують, що вона народилася 26 квітня 1886 року. Пріджетт стверджувала, що народилася 26 квітня 1886 року в Колумбусі, штат Джорджія . Однак перепис 1900 року показує, що вона народилася у вересні 1882 року в Алабамі, і дослідники Боб Ігл і Ерік Лебланк припускають, що її місце народження було в окрузі Рассел, штат Алабама. Вона була другою з п'яти дітей Томаса й Елли (уродженої Аллен) Пріджетт з Алабами. Вона мала щонайменше двох братів та сестру Маліссу Пріджетт Нікс.

## Творчість
Почала виступати у віці 12 або 14 років, псевдонім «Ма Рейні» взяла після того, як у 1904 році вийшла заміж за Вілла Рейні, разом з яким створила дует Rainey and Rainey, Assassinators of the Blue. В період з 1923 по 1928 роки, співпрацюючи з компанією Paramount, створила понад 100 записів пісень. Відрізнялася дуже потужними вокальними даними й стилем співу, дуже близьким до народних традицій афроамериканців. Продовжувала гастролювати до 1935 року, після чого поїхала жити до рідного міста Колумбус, штат Джорджія, де померла через чотири роки від серцевого нападу.
У 1983 році Рейні була введена до Залу слави блюзу, а в 1990 році — до Зали слави рок-н-ролу.

## Особисте життя
У лютому 1904 року Ма Рейні одружилася з Вільямом «Па» Рейні. Ма Рейні та Па Рейні удочерили сина, на ім'я Денні, який згодом приєднався до музичних дій своїх батьків. 
Хоча більшість пісень Рейні, на тему сексуальності, стосуються любовних стосунків з чоловіками, деякі її тексти містять згадки про лесбійство, як, наприклад, у пісні 1928 року «Доведіть це на мені»:
|  | Вони сказали, що я це роблю, мене ніхто не спіймав. Обов’язково доведемо це на мені. Вийшла минулої ночі з натовпом моїх друзів. Вони, напевно, були жінками, бо я не люблю чоловіків. Це правда, що я ношу комір і краватку. Змушує весь час дути вітер. |

Згідно з вебсайтом qeerculturalcenter.org, тексти пісень належать до інциденту 1925 року, коли Рейні була «заарештована за участь в оргії в [своєму] будинку за участю жінок в її хорі». Політична активістка і вчена Анджела І. Девіс зазначила, що «Доведіть це на мені» є культурним попередником лесбійського культурного руху 1970-х років, що почав кристалізуватися навколо виконання і запису лесбійських пісень». У той час реклама пісні охоплювала гендерні відмінності, описані в текстах, і показувала Рейні в костюмі-трійці, плутається з жінками, в той час, як поблизу ховається поліцейський.
У середині 1910-х Рейні познайомилася з Бессі Сміт, молодою блюзовою співачкою. Пізніше з'явилася історія, що Рейні викрала Сміт, змусила її приєднатися до Rabbit's Foot Minstrels і навчила співати блюз; історія була оскаржена невісткою Сміт Мод Сміт. Пізніше співачка налагодила стосунки з Бессі Сміт. Вони настільки зблизилися, що поширилися чутки, що їхні стосунки, можливо, також мали романтичний характер. Також подейкували, що одного разу Сміт визволила Ма Рейні з в'язниці.
Подружжя Рейні розлучилися в 1916 році.